# جنس ضعیف
جنس ضعیف: گزارشی از وضعیت زنان جهان (به ایتالیایی: Il sesso inutile - Viaggio intorno alla donna)  اثری از اوریانا فالاچی، نویسنده و روزنامه‌نگار ایتالیایی است.
این کتاب از نخستین آثار فالاچی است و نسخه اصلی آن در سال ۱۹۶۱ میلادی چاپ شده‌است. فالاچی در این کتاب، گزارشی از سفرهای خود به نقاط مختلف جهان را ارائه کرد که برای هفته نامه L'Europeo انجام شد (کشورهای پاکستان، هند، مالزی، ژاپن و آمریکا). وی مشاهدات مستقیمش را دربارهٔ وضعیت زنان در این کتاب گردآوری کرده‌است.